# 2011年ASBクラシック
2011年ASBクラシック(ASB Classic)は、 ニュージーランド・オークランドにて、1月3日から1月8日まで開催されたWTAツアーインターナショナルトーナメント大会である。サーフェスは屋外ハードコート。本年で26回目の開催となった。

## 出場選手

### シード選手
| 国           | 選手                       | ランク1 | シード |
| ------------ | -------------------------- | ------- | ------ |
| ロシア       | マリア・シャラポワ         | 18      | 1      |
| ベルギー     | ヤニナ・ウィックマイヤー   | 23      | 2      |
| ロシア       | スベトラーナ・クズネツォワ | 27      | 3      |
| ドイツ       | ユリア・ゲルゲス           | 40      | 4      |
| ラトビア     | アナスタシヤ・セバストワ   | 45      | 5      |
| 日本         | クルム伊達公子             | 51      | 6      |
| ロシア       | エレーナ・ベスニナ         | 52      | 7      |
| スウェーデン | ソフィア・アルビドソン     | 53      | 8      |
| スペイン     | カルラ・スアレス・ナバロ   | 57      | 9      |

- シード順は2010年12月27日付けのランクに基づく

### 主催者推薦
以下の3名が主催者推薦で出場した。
- カテリナ・ボンダレンコ
- マリーナ・エラコビッチ
- サシャ・ジョーンズ [1]

### 予選勝者
- ノッパワン・ラトチェワカーン
- ザビーネ・リシキ
- フロレンシア・モリネーロ
- ヘザー・ワトソン

その他以下の1名がラッキールーザーとして本戦に繰り上がった。
- アルベルタ・ブリアンティ[2]

## 優勝

### シングルス
グレタ・アルン def.  ヤニナ・ウィックマイヤー, 6–3, 6–3.
- アルンにとって今シーズン1回目、キャリア通算で2度目のシングルス優勝となった。

### ダブルス
クベタ・ペシュケ /  カタリナ・スレボトニク def.  ソフィア・アルビドソン /  マリーナ・エラコビッチ, 6–3, 6–0.